# Gerwin Valentijn
Gerwin Valentijn (St. Willebrord, 7 mei 1968) is een Nederlands carambolebiljarter die is gespecialiseerd in het driebanden en van beroep stratenmaker is. Hij begon op 9-jarige leeftijd met biljarten en kreeg op 13-jarige leeftijd zijn eerste lessen van Tony Schrauwen. 
Hij eindigde op het Nederlands kampioenschap driebanden in februari 2004 op de tweede plaats met een nederlaag in de finale tegen zijn plaatsgenoot Frans van Kuijk. 
Hij speelde (en verloor) twee keer een wereldbekerfinale, in 1997 in Antwerpen tegen Dick Jaspers en in 1998 in Turkije tegen Semih Sayginer. 
Met de Belgische teams Teletronica en Biljart Express werd hij twee keer Belgisch Kampioen.